# Kintampo North

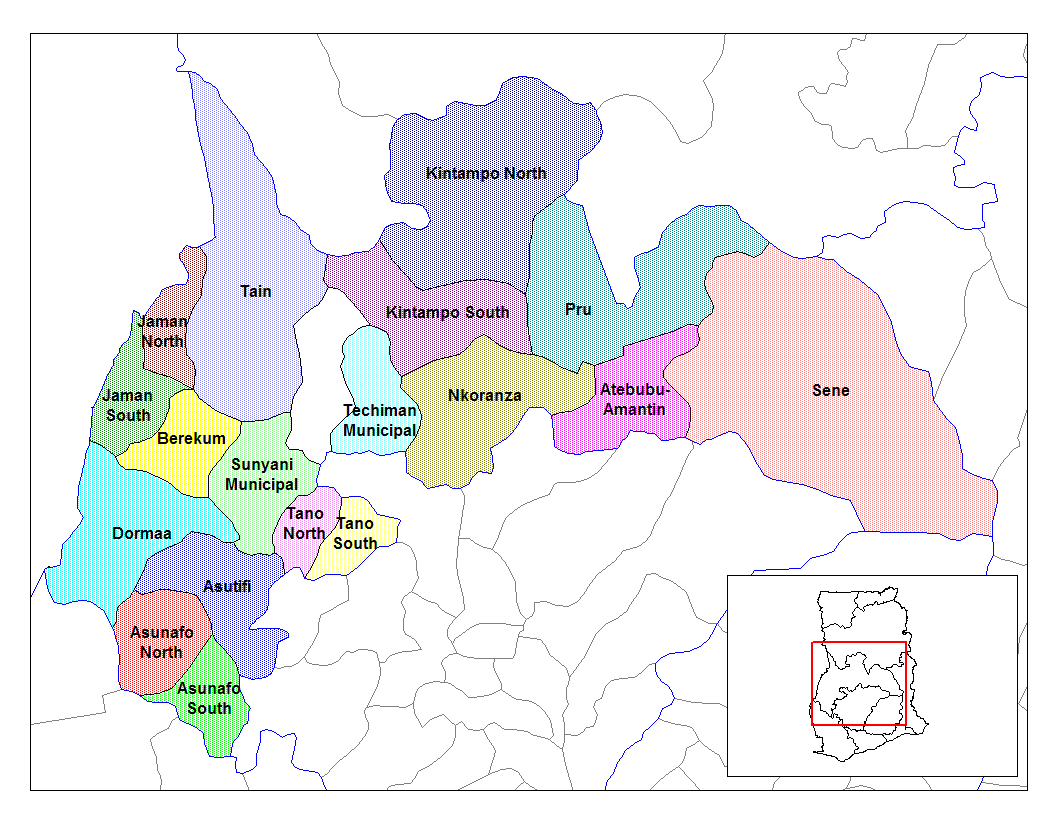
Mapa da região Brong-Ahafo; Kintampo North encontra-se no norte, de cor violeta

Kintampo North é um distrito do norte da região Brong-Ahafo, no Gana.